# Spårvägens musikkår Malmö
Spårvägens Musikkår Malmö är en symfonisk blåsorkester med sin bas i Malmö. Musikkåren, som grundades 1908, består av ett 50-tal musiker och kännetecknas av sina blå kavajer. 

## Konserter, arrangemang och marscher
Varje år arrangerar kåren flera större konserter, så som julkonserter, temakonserter och melodikryss. Kåren spelar ofta ihop med olika gästartister, under de senaste åren till exempel Helen Sjöholm, Hasse Andersson och Marianne Mörck. 
Musikkåren deltar i marscher och parader; till exempel Socialdemokraternas första maj-tåg i Malmö och Landskrona, samt Science Fiction-bokhandelns nördparad i Malmö.
Utöver detta anlitas musikkåren för att spela vid en mängd olika evenemang och händelser; till exempel vid marknader, invigningar och festivaler.
Spårvägens Musikkår Malmö står sedan 2016 för musik vid Malmö stads officiella julinblåsning på Stortorget. 

## Historia - en del av Malmös musikliv sedan 1908
Spårvägens Musikkår Malmö grundades 1908 under namnet Malmö Spårvägspersonals Musikkår (MSPM). Det var från början en renodlad personalorkester; anställning vid Malmö stads spårvägar krävdes för deltagande.
Första offentliga framträdandet ägde rum på första maj 1909, då kåren trots ett oväntat snöfall bidrog med marschmusik till demonstrationståget. Under de kommande åren arrangerade kåren bland annat musikkryssningar på Öresund och danskvällar.
Under 1930-talet mer än fördubblades kårens medlemsantal, och dessutom gjorde träblåsinstrumenten sin entré. Under kårens nästa halvsekel fortsatte kårens utveckling, med ett allt mer varierat musikutbud. 
1974 ströks kraven på anställning vid lokaltrafiken ur kårens stadgar. De kommunala musikskolorna blev en viktig rekryteringsbas, och medlemsantalet mer än tredubblades under en tioårsperiod. Kåren genomgick en avsevärd föryngring och fick sina första kvinnliga musiker. 
Sedan dess har musikkåren fortsatt sin bana som modern symfonisk blåsorkester. Kåren spelar vid en bredd av olika evenemang, marscherar i parader, arrangerar egna temakonserter, konserter med gästartister och melodikryss. Under de senaste åren har kåren spelat med till exempel Kalle Moraeus, Shirley Clamp, Lotta Engberg, Andreas Weise och Marianne Mörck.

## Dirigenter
Spårvägens Musikkår Malmö dirigeras sedan hösten 2024 av Mats Olofsson. Mats Olofsson tog examen från Musikhögskolan i Malmö 1987 och har som trumpetare haft uppdrag i flera av de stora symfoniorkestrarna och teatrarna i Skåne. Mats har varit verksam som lärare i trumpetmetodik och ensemble på Musikhögskolan i Malmö och som brasspedagog på Kulturskolan i Burlöv och Svedala och var 2013-2023 chef för Svedalas kulturskola.
- 2024-idag: Mats Olofsson
- 2010-2024: Conny Månsson
- 2009: Anna Vuorikoski
- 2003-08: Andreas Mars
- 1998-2003: Lena Forén
- 1997-98: Klas Peterson
- 1982-97: Göte Folkstrand
- 1975-81: Gösta Nyman
- 1970-75: Inge Lindholm
- 1962-70: Nils Hjelm
- 1951-61: Ernst Ericsson
- 1949-50: Lars Lindqvist
- 1944-48: Holger Bäckman
- 1938-44: Harry Netzell

## Musikkårens kanaler
- youtube.com/@sparvagennet
- sparvagen.net
- instagram.com/sparvagensmusikkar
- facebook.com/sparvagen
- tiktok.com/@sparvagensmusikkar